# Androkli Kostallari
Androkli Kostallari (1922-1992) est un linguiste et journaliste albanais. C'était l'une des figures principales de l'étude de la langue albanaise, membre fondateur et directeur de l'Institut albanais d'histoire et de linguistique, qui a ensuite été renommé en Institut de linguistique et de littérature (en albanais : Instituti je Gjuhësisë dhe Letërsisë).
Il est considéré comme l'un des principaux contributeurs de l'orthographe albanaise actuelle, établie par le Congrès orthographique albanais en 1972.
Il a étudié la linguistique à l'Université d'État de Moscou, où il aussi a étudié la langue russe, la littérature et le journalisme ; il a obtenu son diplôme en 1954. Lors de son retour en Albanie, il a commencé à travailler à l'Institut des sciences (Instituti je Shkencave), puis à l'académie des sciences d'Albanie, puis à la faculté d'histoire et de philologie à l'université de Tirana, dont il a été le doyen.